# گریه پیاز
گریه پیاز! (به ایتالیایی: Cipolla Colt، روشن «کلت پیاز»، معروف‌به بوی پیاز ) یک فیلم کمدی وسترن اسپاگتی به کارگردانی انزو جی کاستلاری درسال ۱۹۷۵ است. آشکارا کمدی و پارودیک (تقلید مضحک) است.

## بازیگران
- فرانکو نرو در نقش پیاز استارک
- مارتین بالسام در نقش پتروس بره
- استرلینگ هایدن در نقش هنری 'جک' پولیتزر
- دیک بوتکوس در نقش جف
- لئو آنچوریز در نقش کلانتر
- رومانو پوپو در نقش بد بو
- نینو زامپرلا در نقش اوبنو - 'مونوکل'
- اما کوهن در نقش مری آن پولیتزر
- ماسیمو وانی در نقش باک ، بره هنچمن
- هلموت براش در نقش قاضی لوگان
- دوئیلیو کوریچانی در نقش کال کلیکولا فوستر
- فرناندو کاسترو در نقش فاستر هلندی
- وال دیویس در نقش زکه
- دن ون حسین در نقش معاون زاخاری
- آگوستین بسکو در نقش عضو هیئت مدیره نفت
- ژان داس بولاس در نقش سام - بازرگان
- چارلی براوو در نقش جود
- انزو جی کاستلاری در نقش معاون کلانتری
- الخاندرو د انسیسو در نقش جان
- لئوپولد فرانسیس در نقش مک
- دانیل مارتین در نقش جیم
- آنتونیو پیکا در نقش هال فاستر
- جورج ریگود در نقش تراتنینته
- لوسی تیلر در نقش ویولت
- ماریانو ویدال مولینا در نقش اوون
- دیوید واربک در نقش شرور با عینک آفتابی
- مانوئل زارزو در نقش جک

## اکران
'گریه پیاز' در ۲۵ اوت ۱۹۷۵ در ایتالیا اکران شد.

## چیزهای بی‌اهمیت
این فیلم به عنوان بخشی از قالب برنامه SchleFaZ در فصل ۲ از Tele 5 پخش همگانی شد.